# توسعه اقتصادی
توسعهٔ اقتصادی عبارت است از رشد اقتصادی همراه با تغییرات بنیادین در اقتصاد و افزایش ظرفیت‌های تولیدی اعم از ظرفیت‌های فیزیکی، انسانی و اجتماعی. در توسعهٔ اقتصادی، رشد کمی تولید حاصل خواهد شد اما در کنار آن، نهادهای اجتماعی نیز دگرگون خواهند شد. در مطالعه اقتصاد بخش عمومی، توسعه اقتصادی و اجتماعی فرآیندی است که طی آن رفاه اقتصادی و کیفیت زندگی یک ملت، منطقه، جامعه محلی یا یک فرد بر اساس اهداف و مقاصد هدفمند بهبود می‌یابد. این اصطلاح در قرن بیستم و قرن بیست و یکم مکرراً مورد استفاده قرار گرفته است، اما این مفهوم برای مدت طولانی در غرب وجود داشته است. «مدرنیزاسیون» و به‌ویژه «صنعتی شدن» اصطلاحاتی هستند که اغلب در بحث توسعه اقتصادی به کار می‌روند. از لحاظ تاریخی، سیاستهای توسعه اقتصادی بر صنعتیسازی و زیرساختها متمرکز شده‌اند. از دهه ۱۹۶۰، به‌طور فزاینده ای بر کاهش فقر متمرکز شده است. در حالی که توسعه اقتصادی یک مداخله سیاستی با هدف بهبود رفاه مردم است، رشد اقتصادی پدیده ای از بهره‌وری بازار و افزایش تولید ناخالص داخلی است. آمارتیا سن، اقتصاددان، رشد اقتصادی را «یکی از جنبه‌های فرایند توسعه اقتصادی» توصیف می‌کند.

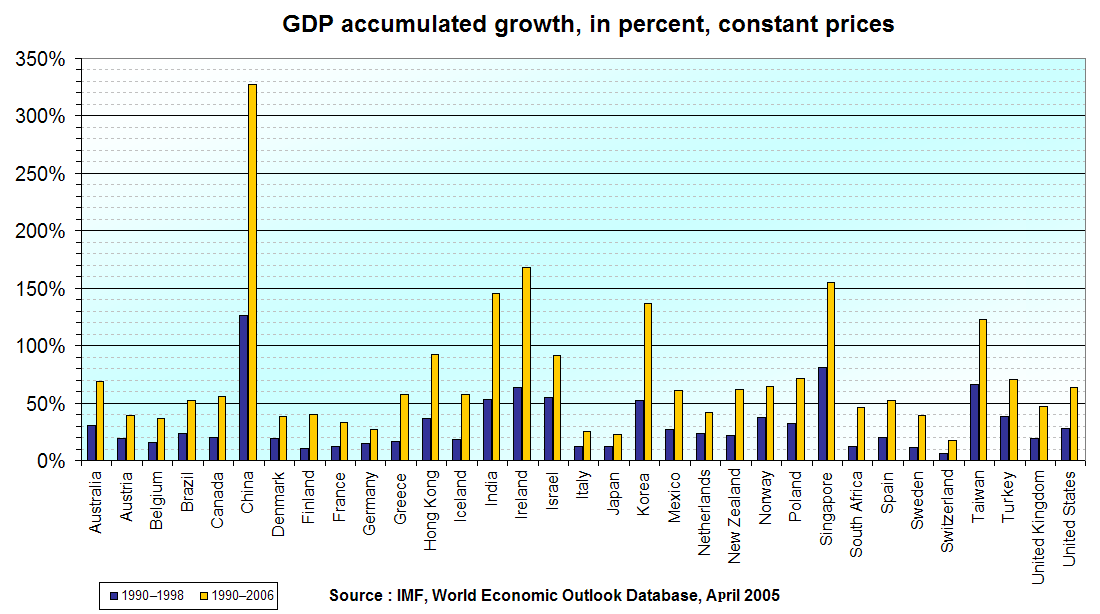

- نرخ رشد واقعی تولید ناخالص داخلی، ۱۹۹۰–۲۰۰۶ و ۱۹۹۰–۲۰۰۸، در کشورهای منتخب.

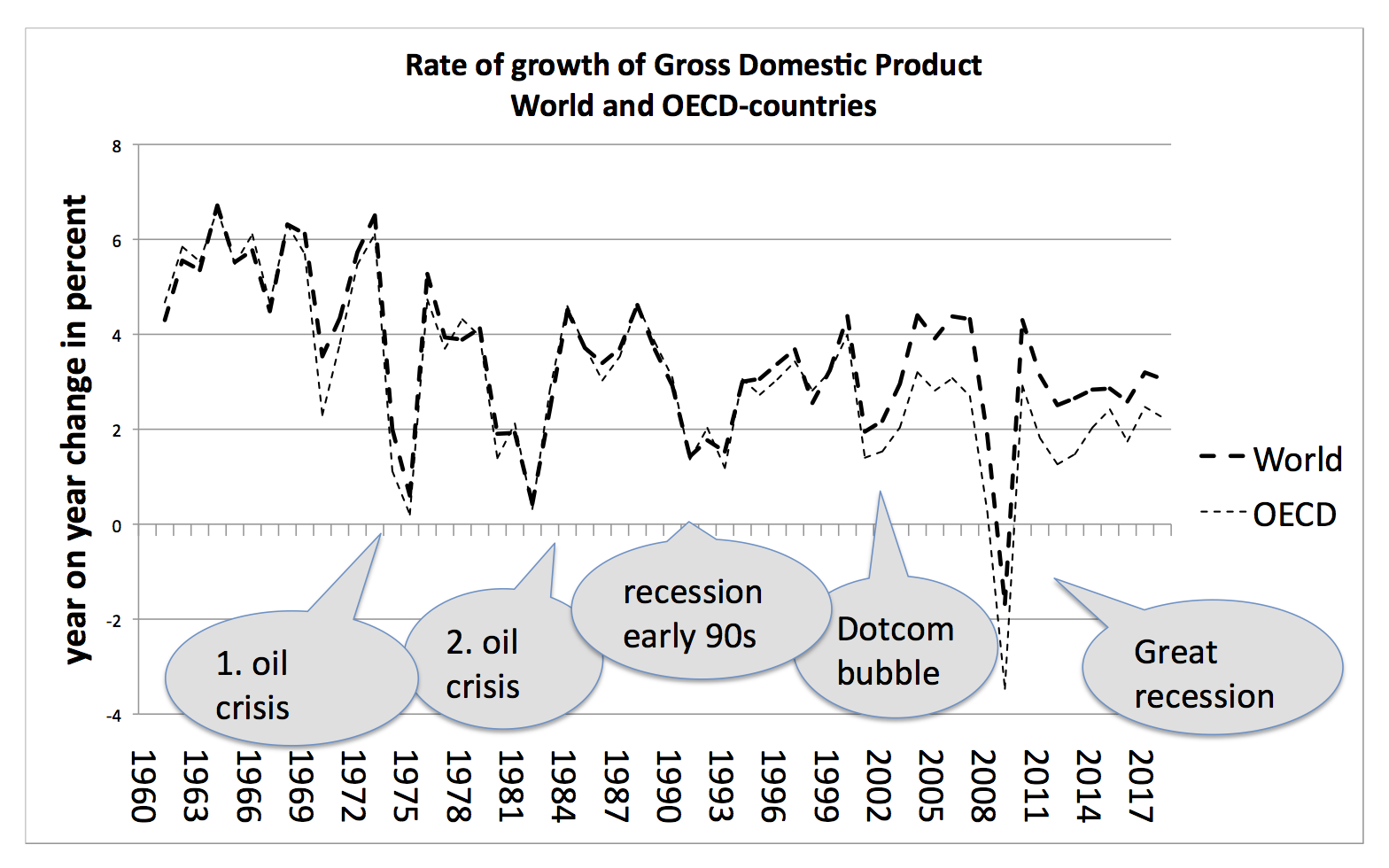

- نرخ تغییر تولید ناخالص داخلی، جهان و سازمان همکاری و توسعه اقتصادی، از سال ۱۹۶۱ میلادی.

## تفاوت رشد وتوسعه
در ابتدا لازم است دو کلمهٔ رشد و توسعه را از یکدیگر تمایز دهیم. باید بدانیم که این دو لغت دارای دو مفهوم متفاوت و جدا از یکدیگر می‌باشند، به‌طوری که واژهٔ لاتین آن‌ها نیز با یکدیگر تفاوت دارد. در زبان انگلیسی معادل رشد واژهٔ "Growth" و توسعه معادل واژهٔ "Development" می‌باشد.

### رشد
در رشد اقتصادی متغیرها از نظر کمی مدنظر است، لذا رشد تغییرات کمی اقتصادی است، تغییرات کیفی را بیان نمی‌کند پس به این ترتیب رشد چیزی نیست، جز تغییرات (کمی) تولیدات ناخالص ملی (y∆) یعنی تغییرات نسبت به یک سال پایه بیان رشد خواهد بود؛ بنابراین تغییرات کمی اقتصادی در یک جامعه را رشد گویند.

### توسعه
در توسعهٔ اقتصادی متغیرها از نظر کیفی مدنظر است لذا توسعه در واقع تغییرات کیفی یک جامعه را بیان می‌کند که تظاهر آن می‌تواند، در رشد تبلور یابد. به این ترتیب توسعهٔ اقتصادی عبارت است از تغییرات کیفی در ساختار اقتصاد یک جامعه و آن دسته از تغییرات بنیادی که بر تولید ناخالص ملی اثر می‌گذارد. به این ترتیب دو لغت رشد و توسعه را با توجه به تعاریف بالا از یکدیگر تمیز می‌دهیم. ∗

## نظریه‌های توسعه
- نظریه رستو

او معتقد است که تمام جوامع بشری یا به عبارتی تمام کشورهای دنیا در روند توسعه خود از مراحل زیرین گذار می‌کنند:
1. مرحله جامعه سنتی (ابتدایی)
2. مرحله مقدماتی
3. مرحله خیز (جهش اقتصادی)
4. مرحله بلوغ
5. مرحله مصرف انبوه

- نظریه مایکل تودارو

اقتصاددانانی نظیر مایکل تودارو در بررسی توسعه و توسعه نیافتگی، نفس صرف کمیت‌های اقتصادی را در میزان رشد سالانه تولید ناخالص ملی و توسعه نیافتگی را در میزان صرف درآمد سرانه، اشتغال و نابرابری درآمدهای گروه‌های اجتماعی مورد نقد قرار می‌دهند اما مانند سینگر و لوئیز معلول، توسعه و توسعه نیافتگی را جانشین علت نموده و توسعه نیافتگی را حاصل سه جزء اقتصادی و نیز غیر اقتصادی یعنی پایین بودن سطح زندگی، پایین بودن اعتماد به نفس و آزادی محدود می‌دانند؛ که پیوسته عنصر معلول توسعه نیافتگی اقتصادی_اجتماعی می‌باشد.
- نظریه آرتور لوییس

او اظهار می‌دارد که انتقال نیروی انسانی از بخش سنتی به بخش پیشرفته، هسته اصلی توسعه اقتصادی در این جوامع می‌باشد، چون در بخش سنتی مازاد نیروی انسانی وجود دارد و بخش پیشرفته به علت پویایی و تحرک، قادر به جذب نیروی انسانی بخش سنتی است. به عبارت دیگر در بخش سرمایه‌داری قابلیت جذب سرمایه وجود دارد، تمرکز سرمایه در بخش مدرن اقتصاد انجام می‌گیرد و در واقع سرمایه جذب می‌شود و بخش سنتی می‌تواند نیروی انسانی ارزان قیمت را تأمین نماید و به این طریق امکان رسیدن به رشد اقتصادی فزاینده با توجه به بخش مدرن اقتصادی به وجود می‌آید.
- نظریه هارود دومار

او رابطه‌ای را که بین درآمد، پس‌انداز، نرخ رشد اقتصادی، و تولید ناخالص ملی، وجود دارد بیان می‌کند. به عبارتی عواملی را که او در نظر می‌گیرد عبارتند از: میل به سرمایه‌گذاری، میل به پس‌انداز در جامعه، نرخ رشد اقتصادی و درآمد ملی. ∗

## پیامدهای توسعه اقتصادی
توسعه اقتصادی با تغییرات بنیادین در اقتصاد کشور همراه است. تعدادی از این تغییرات عبارت‌اند از:
- افزایش سهم صنعت و کاهش سهم کشاورزی در تولید ملی.
- افزایش شمار شهرنشینان و کاهش جمعیت روستایی. ∗
- افزایش ثروت و رفاه مردم جامعه
- افزایش اشتغال ∗

## شاخص‌های توسعه اقتصادی
از جمله شاخص‌های توسعه اقتصادی یا سطح توسعه‌یافتگی می‌توان این موارد را برشمرد:
- شاخص درآمد سرانه

از تقسیم درآمد ملی یک کشور (تولید ناخالص داخلی) به جمعیت آن، درآمد سرانه به‌دست می‌آید. این شاخص ساده و قابل‌ارزیابی در کشورهای مختلف، معمولاً با سطح درآمد سرانه کشورهای پیشرفته مقایسه می‌شود.
- شاخص برابری قدرت خرید (PPP) سرانه

شاخص تولیدناخالص سرانه از قیمت‌های محلی کشورها محاسبه می‌گردد و سطح قیمت محصولات و خدمات در کشورهای مختلف جهان یکسان نیست. یکی از روش‌ها متداول برای مقایسه ساختار اقتصادی کشورهای مختلف، استفاده از شاخص برابری قدرت خرید است. در این روش، مجموعه‌ای از قیمت‌های حاکم در یک کشور در نظر گرفته می‌شود و از آن برای ارزیابی قیمت تمام کالاهای تولید شده در دیگر کشورها استفاده می‌شود. ∗
- شاخص درآمد پایدار (GNA, SSI)

در این روش، هزینه‌های زیست‌محیطی که در جریان تولید و رشد اقتصادی ایجاد می‌گردد نیز در حساب‌های ملی منظور گردیده (چه به عنوان خسارت و چه به عنوان بهبود منابع و محیط زیست) و سپس میزان رشد و توسعه بدست می‌آید.
- شاخص توسعه انسانی (HDI)

این شاخص در سال ۱۹۹۱ توسط سازمان ملل متحد معرفی گردید که براساس این شاخص‌ها محاسبه می‌گردد: درآمد سرانه واقعی (براساس روش شاخص برابری خرید)، امید به زندگی (دربدو تولد) و دسترسی به آموزش (که تابعی از نرخ باسوادی بزرگسالان و میانگین سال‌های به مدرسه‌رفتن افراد است). ∗
- حضور فعال زنان در عرصه اجتماعی

هر چه حضور فعال زنان در عرصه‌های اجتماعی، فرهنگی و سیاسی بیشتر باشد، جامعه توسعه یافته‌تر است. درجوامع توسعه نیافته، نیمی از جمعیت را زنان تشکیل می‌دهند که اکثراً بیکارند و به این ترتیب نیروی انسانی در این کشورها به نصف کاهش یافته است.
- استقلال ملی

به این مفهوم که سایر دولت‌ها به میزان زیادی نتوانند بر تصمیمات دولت ملی نفوذ و تأثیر به سزا داشته باشند.

## استراتژی‌هایی دربارهٔ توسعه
- اولین استراتژی موسوم به استراتژی پولی است. وجه تمایز آن این است که توجه خود را معطوف و متمرکز بر ارتقاء کارایی علائم بازار به عنوان راهنمایی برای بهبود تخصیص منابع می‌سازد.
- دومین استراتژی مشخص، استراتژی توسعه‌ای است که نگاه به خارج دارد و ما آن را اقتصاد باز می‌نامیم.
- استراتژی سوم، استراتژی صنعتی شدن است. در اینجا، همچون استراتژی قبلی، تأکید بر رشد است اما ابزار دستیابی به رشد، گسترش سریع بخش صنعت است.
- چهارم، استراتژی انقلاب سبز قرار دارد. کانون توجه در این استراتژی نرخ‌های رشد کل، صادرات یا صنعتی شدن نیستند بلکه معطوف به رشد کشاورزی است.
- استراتژی‌های توزیع مجدد در توسعه از جایی شروع می‌کنند که استراتژی انقلاب سبز خاتمه می‌یابد، یعنی با هدف بهبود توزیع مجدد درآمد و ثروت. این پنجمین استراتژی توسعه ما است. این استراتژی با اولویت دادن به ضوابطی که مستقیماً گروه‌های کم درآمد را منتفع می‌سازد، برای برخورد رو در رو با مسئله فقر طراحی شده است.
- و بالاخره، استراتژی‌های سوسیالیستی توسعه هستند. این استراتژی‌ها با این خصلت که در آن‌ها مالکیت خصوصی ابزار تولید از اهمیت نسبتاً کمی برخوردارند متمایز می‌شوند. ∗

## آرمان‌های توسعه
میردال شاخص‌های دیکری را برای ارزیابی توسعه که آنهارا آرمان‌های نو شدن می‌نامد به شرح زیر برمی‌شمارد:
- خردگرایی
- توسعه دانش و اجرای مؤثر برنامه‌ریزی توسعه
- افزایش بهره‌وری
- ارتقا سطح زندگی
- برابری اقتصادی و اجتماعی
- بهبود نهادها و رفتارها و عادات و رسوم
- استحکام و قوام ملی
- استقلال ملی
- دموکراسی به‌طور ریشه‌ای و گسترده در جامعه
- انضباط اجتماعی